# Cambrils
|  | Aquest article tracta sobre el municipi del Baix Camp . Vegeu-ne altres significats a «Cambrils (desambiguació)». |

Cambrils és una ciutat i municipi de Catalunya situat a la comarca del Baix Camp. Tradicionalment era format per dos nuclis, la vila i el port. Avui aquests dos nuclis estan plenament integrats, gràcies al darrer creixement urbanístic. Tanmateix, existeix també constància d'alguns nuclis de població menors i amb una variabilitat notable al llarg de la història, com ara els nuclis dels Teixells, a l'oest del Parc Samà, Mas d'en Bosc, i el terme de la Grassa o Vilagrassa. D'aquests nuclis en destaca, per l'augment de la població, l'antic terme de Vilafortuny, que actualment és un barri més del terme municipal de Cambrils.

## Geografia
- Llista de topònims de Cambrils (Muntanyes, serres, collades, indrets, rius, fonts, cases, masies, esglésies, etc.).

Situat al sud-oest del Camp de Tarragona, a la part més baixa de la plana i tocant al mar, té una superfície de 34,76 km². La superfície és majoritàriament plana, amb un lleuger pendent d'uns 2% de mitjana, de nord a sud. L'alçada màxima no supera els 70 metres sobre el nivell del mar. L'alçada mitjana de la zona urbana està situada a 14,6 metres sobre el nivell del mar a l'estació de ferrocarrils. El terme municipal de Cambrils limita amb el mar, i amb els termes municipals de Mont-roig del Camp (a l'oest); Montbrió del Camp i Riudoms al nord; Vila-seca i Salou a l'est. De forma curiosa, el terme municipal de Vinyols i els Arcs (ubicat entre els de Montbrió i Riudoms) penetra en forma triangular la zona central del de Cambrils i el parteix pràcticament en dos.

### Accidents geogràfics

#### El litoral
Està format per un total de 9 km de platges sorrenques que es divideixen en platges de llevant i de ponent, segons estiguin situades a l'est o a l'oest del port de Cambrils. Les platges de llevant, que comencen al límit amb el terme municipal de Salou, són:
- Platja del Cap de Sant Pere.
- Platja de Vilafortuny.
- Platja de l'Esquirol.
- Platja del Cavet.
- Platja del Prat d'en Forès, també coneguda com del Regueral.

Les de ponent són:
- Platja de l'Horta de Santa Maria.
- Platja de la Llosa.
- Platja de l'Ardiaca.

Les platges de Llevant ocupen 4,5 km. Són platges llargues, de poca fondària, amb sorra de granulometria fina o mitja i amb poc pendent. Les platges de llevant són rectilínies o curvilínies, mentre que les de ponent són en gran part formades per badies artificials. Sovint, les platges de ponent són conegudes popularment segons els barris o les urbanitzacions davant de les quals són ubicades (Tarraco, Eldorado, Marcambrils, etc.)

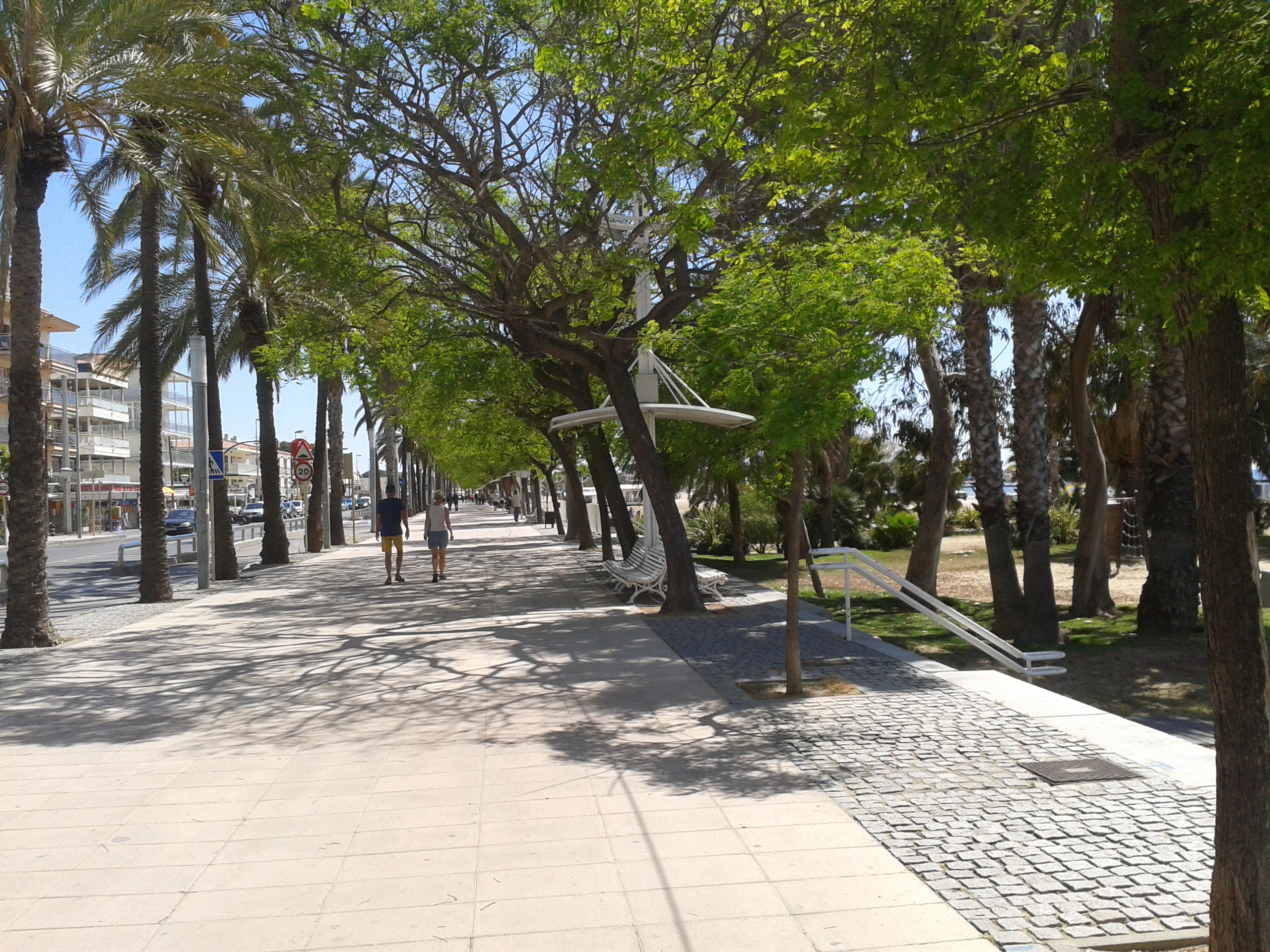

#### Rieres i barrancs
El territori és drenat per diverses rieres, torrents i barrancs. Són de la categoria «rambla mediterrània», i han aportat entre tots abundants terres al·luvials de les serralades properes, aptes per a l'agricultura. Les principals rieres són:
- Riera de Riudecanyes (que neix a la serra de l'Argentera i al coll de la Teixeta).
- Riera d'Alforja (que neix als colls d'Alforja i Negre, i al Puigcerver).
- Riera de Maspujols o de Riudoms (que neix a la serra de la Mussara).

Altres barrancs i torrents són:
- Barranc de les Francines i barranc de les canals (que desguassen al Riudecanyes).
- Torrent d'en Gené (que es forma amb la unió dels barrancs de Segura i de Botarell o de l'ànima blanca).
- Barranc del Regueral (barranc que travessa longitudinalment el terme municipal de Vinyols fins a desembocar a la platja del Prat d'en Forès).

### El territori
El territori de Cambrils està format per dos sectors: el de ponent i el de llevant. Aquests dos sectors estan separats pràcticament del tot pel terme municipal de Vinyols i els Arcs, que entra en forma de falca en la zona central del territori de Cambrils. El primer, més gran i de forma rectangular, és l'antic terme medieval de Cambrils, i de les «quadres» dels Teixells i de la Plana. El segon sector, més petit i de forma trapezoïdal, corresponen als antics termes de Vilafortuny, Mas d'en Bosch i Vilagrassa.

#### Els nuclis urbans actuals
Cambrils ha sofert un canvi radical a partir dels anys 1960. És una ciutat en plena expansió, que té una longitud d'aproximadament 9 km, i una mitjana d'amplada d'un quilòmetre. Comprèn tres àrees principals:
- El centre urbà. Els dos nuclis urbans originals (la Vila i la Marina) s'han aglomerat en una sola zona urbana, si bé encara es conserven alguns trets sociològics i arquitectònics diferencials. El nucli de la Vila s'ha expandit amb nous barris (la Parellada, el Pinaret, el Raval de Gràcia, l'Eixample de la Vila, la Pallissa o barri del mercat, el Nou Cambrils); mentre que el de la Marina ho ha fet amb els de l'Eixample del Port o barri de la Roda, el Prat d'en Forés, Cambrils Badia, Cavet, etc.

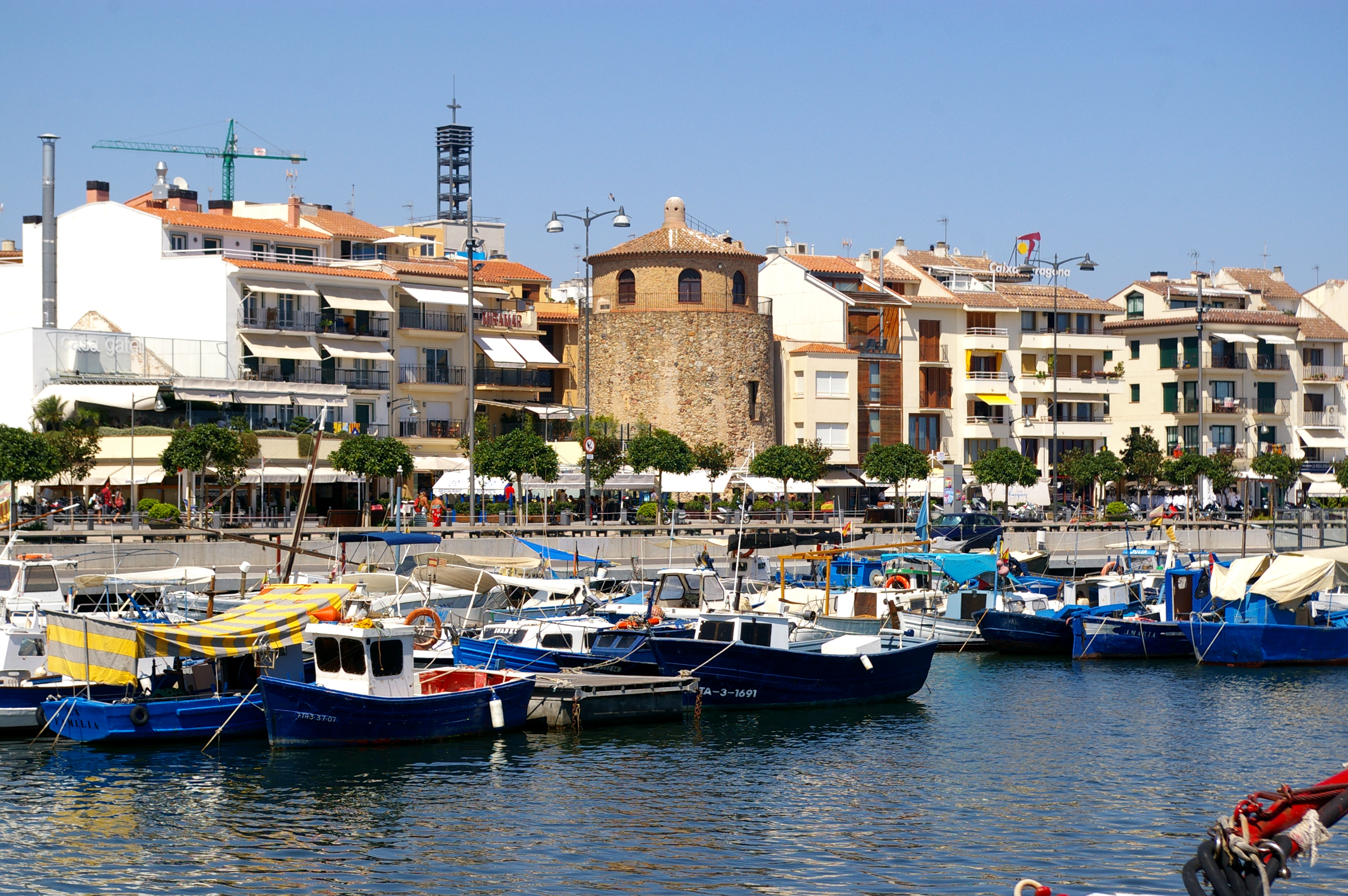
Cambrils. Vista del port. Moll de ribera

- Vilafortuny i la zona de llevant. A la zona de llevant de Cambrils, la urbanització Vilafortuny Platja va ser l'embrió de les diverses urbanitzacions: Vilafortuny 2, Proacosa, Baronia, els Tallats, Jardins de Vilafortuny, Mas d'en Bosch, Castells de Vilafortuny, els Ametllers, Pinar de Vilafortuny, etc. Tanmateix, la carretera que unia Cambrils amb Salou ara una via urbana amb edificis a ambdós costats.

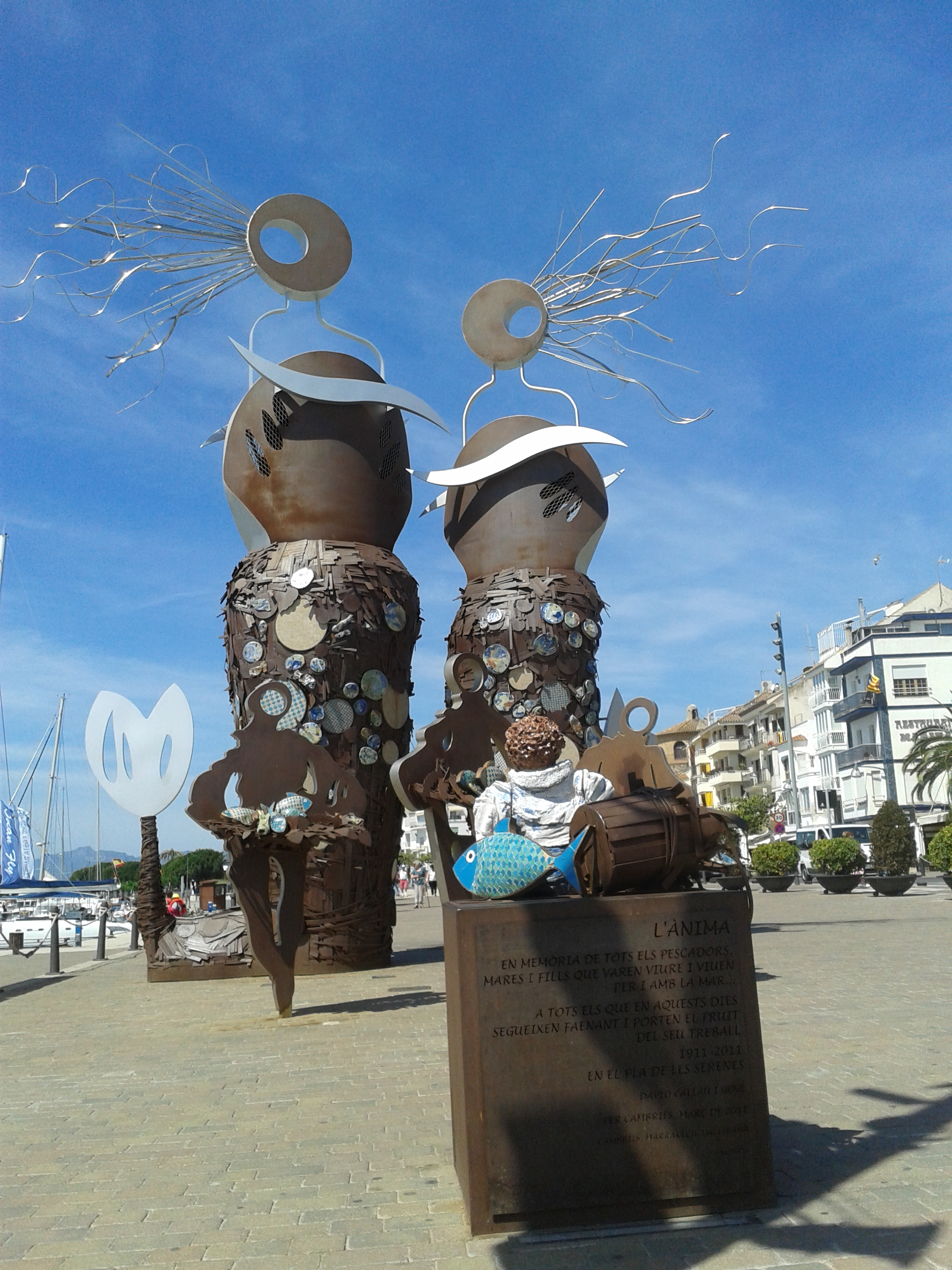
Port de Cambrils - conjunt escultòric el Pla de les Serenes

- La zona de ponent compren els barris i urbanitzacions de l'Horta de Santa Maria, l'Albareda, la Llosa, el Dorado Platja, Marcambrils, la Dorada, Tarraco i Cambrils Mediterrània.

Dels 4.761 habitants de l'any 1960, el 2020 la població censada està entorn dels 34.734 habitants, si bé el nombre de residents de facto és superior. Durant els períodes més intensos de l'època turística, Cambrils pot superar els cent mil habitants.

## Etimologia
Els historiadors i filòlegs encara no han arribat a cap conclusió definitiva sobre l'origen etimològic del nom de Cambrils. Apareix per primera vegada documentat, l'any 1152, en la donació del lloc per part del Comte de Barcelona, Ramon Berenguer IV, al cavaller Ponç de Rigomir. S'apunten fins a quatre teories diferents sobre el topònim, sense oblidar els diferents assentaments que s'han localitzats en altres llocs del municipi, des del Neolític, passant per l'etapa ibèrica, romana, hispano-visigoda, i hispano-musulmana.
Teoria dels amazics: Cambrils procediria de Qámrila, segons Pere Balaña i Abadia. Segons l'expert arabista Xavier Ballestín Navarro, al nord d'Àfrica, a la zona del Magrib, es localitzaria un llinatge d'alfaquins o juristes que van servir tant als almoràvits com als almohades, i que era procedent d'aquest lloc anomenat Qámrila. Dit llinatge es documenta en els anys de la colonització cristiana de la zona del Camp de Tarragona (1146 - 1158), i Qàmrila era una alqueria a la Taifa de Tortosa. Aquesta hipòtesi implicaria l'existència d'un nucli de població anterior a la repoblació cristiana.
Teoria de procedència d'altres llocs amb idèntica denominació. Existeix per una banda un petit poblat, amb resta de castell, anomenat Cambrils, en una serralada dels Pirineus, concretament al municipi d'Odèn, comarca de Solsonès, que constitueix la principal pedania. D'idèntica manera, hi ha una cadena muntanyosa anomenada la serra de Cambrils, a la comarca pirinenca del Ripollès. Aquesta hipòtesi situaria la creació de l'actual nucli de població en el moment de la conquesta i repoblació cristiana per part del Comte de Barcelona, amb efectius demogràfics procedents del dit territori pirinenc.
El filòleg Joan Coromines atribueix el topònim a un derivat del llatí i que al·ludiria a cambra en català.
Teoria ibèrica: Enric Aguadé Sans, al llibre Topònims ibèrics de 1998 opina que al temps d'ibers i romans, Cambrils era a la proximitat d'un estuari i port natural proper a la desembocadura de la riera d'Alforja que procedeix de les muntanyes que limiten el nord del Camp de Tarragona. El camí secular ibèric, conegut com a Via Heraclea, i en temps romà, com a Via Augusta, discorria paral·lelament a la costa, a una distància prudencial, i creuava per un gual la riera en el lloc proper a la part més antiga de la població. Segons Enric Aguadé, tant el nom àrab o català provindrien de l'iber, i significaria: can o cam muntanya, be sota o baixa, er barranc, els o Ils profund, i tot ensems faria Cambrills, el que equivaldria a barranc profund que baixa (o sota) muntanya.

## Història

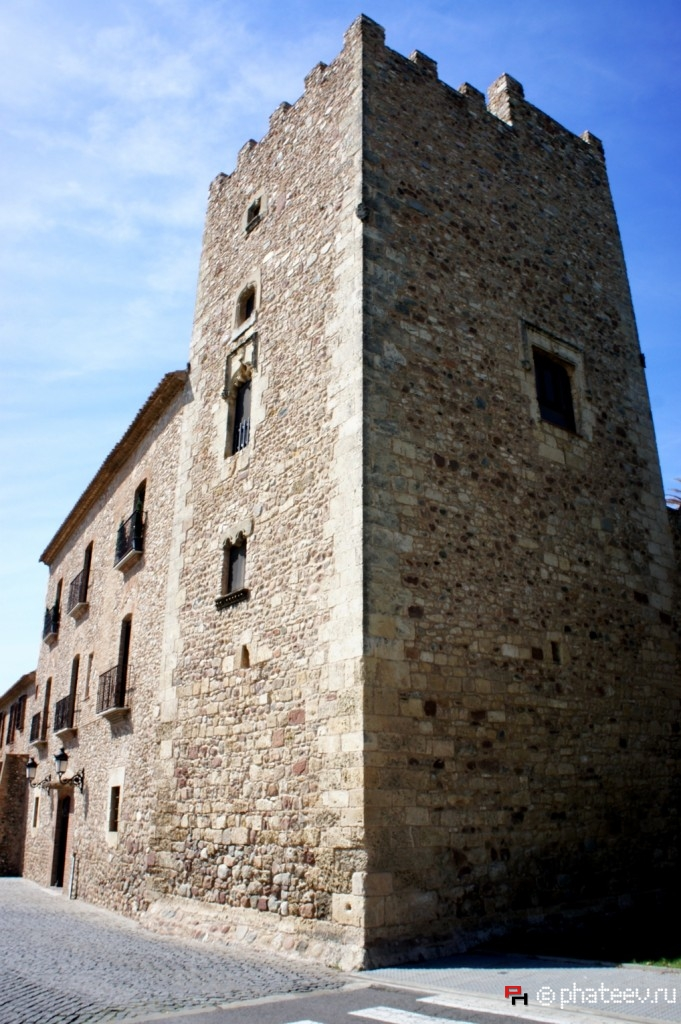
Cambrils - Castell de Vilafortuny

Època prehistòrica: La població es remunta a èpoques prehistòriques. S'hi han trobat les restes d'una de les comunitats neolítiques agrícoles i ramaderes més antigues de la peninsula, al Jaciment arqueològic del Cavet.
Època Ibèrica: Cambrils va estar integrat dins del territoris dels ibers Cossetans. S'anomenen cossetans, kessetans o cessetans la gent que poblava el Camp de Tarragona en aquella època, amb relació a Kesse (o Tarakon), un antic poblament iber de Tarragona. Al final, durant anys només s'havia pogut trobar un lloc que hagi donat ceràmica ibèrica amb exclusivitat, que permetia plantejar la hipòtesi d'un indici d'un petit nucli habitat: el Castell de Vilafortuny. Aquesta hipòtesi finalment es va confirmar als voltants d'aquest castell, als antics terrenys d'un club de tennis, entre gener i març del 2018 quan es van dur a terme els treballs arqueològics. Les primeres evidències indiquen restes de vivendes així com obres de defenses. Les restes trobades serien d‟un espai adjacents d‟un nucli principal que es trobaria sota l‟actual Castell de Vilafortuny. Possiblement estaria dins d'un àmbit perifèric, que cal suposar, d'un poblat fortificat, tenint en compte les coincidències de ser un espai proper al mar en èpoques convulses.

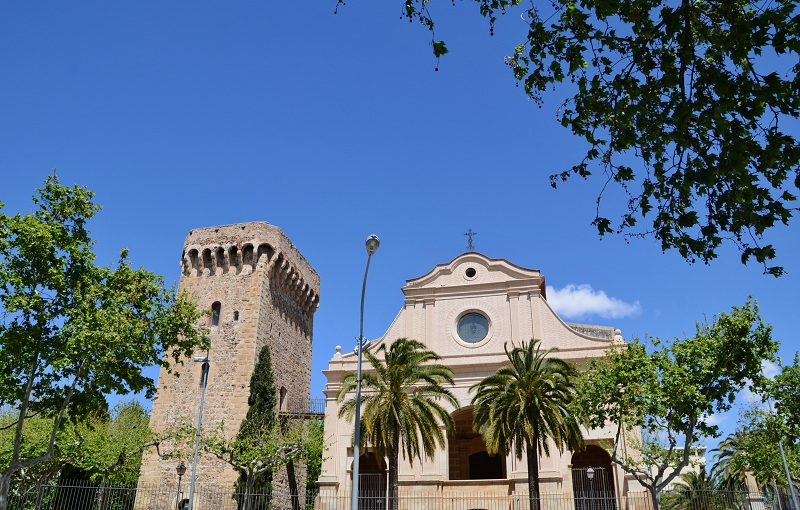
Cambrils - conjunt Torre medieval y església santuaria de la Mare de Déu del Camí (patrona de la ciutat)

Època romana: a Catalunya és el període següent al període iber, i comença el segle iii aC amb la romanització i va acabar amb la invasió dels visigots. A Cambrils s'han trobat en diferents llocs restes romanes d'una certa importància que ens demostra que era molt poblat. Algunes d'aquestes restes romanes s'han localitzat a la partida del Cap de Sant Pere (restes d'edificacions); a la de la Pujada de na Ponsa (runes d'edificis); als Tallats; Mas d'en Bosc; a la partida Masos i a la dels Esquirols (restes de viles romanes); enterraments a la zona de la Parellada (Avinguda del Mil·lenari; Carrer de Gaudi; mil·liaris al llarg de la via Augusta, que discorre travessant tot el terme cambrilenc, etc. El jaciment més significatiu és la vila romana de la Llosa. Localitzat al començament dels anys 1980, s'hi fan campanyes d'excavacions que encara no estan concloses, però s'ha pogut provar que va existir entre el segle i aC fins al segle iv després de Crist. A més, els darrers anys s'han localitzat diverses ocupacions al jaciment, des d'un possible obrador de salaons, a un lloc de residència, forns, restes de termes privades o una petita necròpolis baix imperial.
De l'Edat Mitjana fins a l'actualitat: apareix documentat per primera vegada el setembre de 1152 quan Ramon Berenguer IV va lliurar la meitat del terme a Ponç de Regomir. Se li donaven les terres amb l'obligació que hi edifiqués un castell. Una sèrie de problemes que no han quedat gaire clars van fer que el 1154 les terres passessin a les mans de Beltran de Cambrils.
El mes de febrer de 1155 li va ser atorgada carta de població per Ramon Berenguer IV que es va reservar els drets de la senyoria. La carta va ser confirmada el 1178 per Alfons I que va reafirmar la donació als de Cambrils amb l'obligació que s'encarreguessin de la repoblació del municipi. Sembla que el municipi o la seva guarnició van tenir gran importància, ja que, el 1202, Pere I va sol·licitar el batlle de Cambrils que l'ajudés en la defensa d'Alfama.
El 1229 part de les tropes de Jaume I va salpar del port de Cambrils, amb rumb a la conquesta de Mallorca. Alguns habitants del poble van participar d'aquesta conquesta així com en la repoblació posterior de València. El 1286 s'hi va reunir al port la flota que anava a la conquesta de Menorca.
El 1359 es va emmurallar la ciutat. El 1470, el rei Joan II va fer donació del terme a Portugal; tanmateix, la donació no va arribar a fer-se efectiva i poc després el senyor del castell la va lliurar al duc de Cardona que va mantenir els seus drets fins que el 1520 diversos veïns van protagonitzar una revolta que va acabar amb el retorn de la ciutat a la senyoria reial. Va pertànyer a la Comuna del Camp.

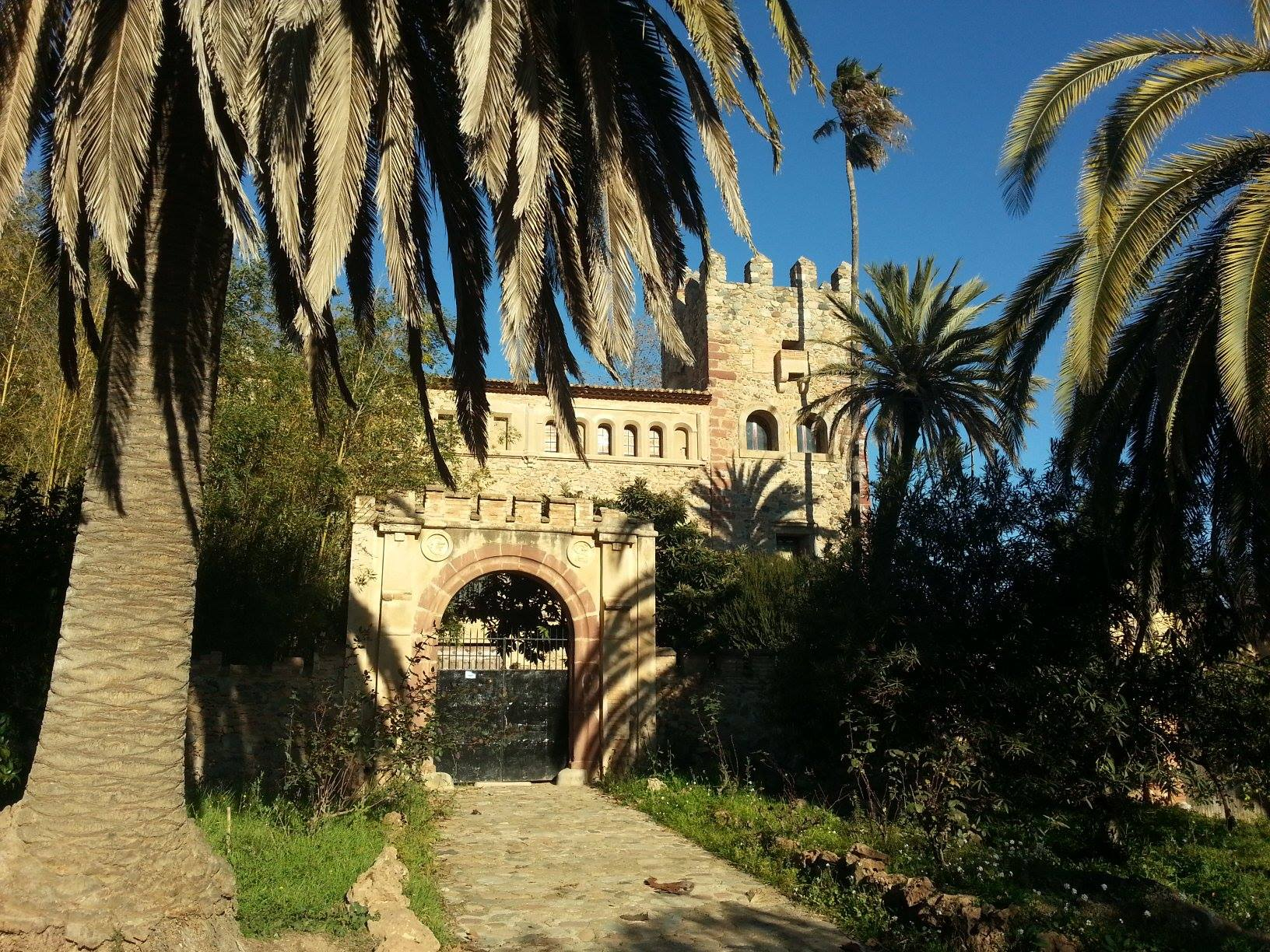
Cambrils - Mas fortificat dels Teixell o de Sant Rafael

La veïna població de Montbrió del Camp, que en un moment indeterminat durant l'edat mitjana passà a formar part del terme de Cambrils, el 1406 hagué de cooperar en la construcció de les muralles de Cambrils. Cambrils i Montbrió passaren a ser viles reials considerades com a «Carrer de Barcelona» el 1449. L'any 1622, Montbrió va signar una concòrdia amb Cambrils i un cop delimitats els límits entre ambdós termes, es va segregar.
Durant la Guerra dels Segadors tropes fugitives, una part de les quals pertanyien a diferents pobles integrats a la Comuna del Camp, es van refugiar a la ciutat. El 12 de desembre de 1640, la ciutat va ser assetjada per tropes comandades pel marquès de Los Vélez. Aquest episodi es coneix com la batalla de Cambrils. Els defensors, encapçalats per Antoni d'Armengol, es van negar a lliurar-la i van haver d'enfrontar-se amb un exèrcit format per 23.000 infants, 3.100 cavallers i 24 peces d'artilleria. El dia 14 la ciutat va caure; entre 600 i 1.000 dels defensors van ser assassinats. Els dirigents de la defensa i les autoritats de Cambrils van ser assassinats i els seus cadàvers penjats a les portes de la vila; els cadàvers van romandre penjats fins que el 1641, Josep Margarit i de Biure va ordenar de despenjar-les. La crueltat de les tropes castellanes durant el setge de Cambrils va rebre crítiques fins i tot entre els oficials del seu exèrcit.

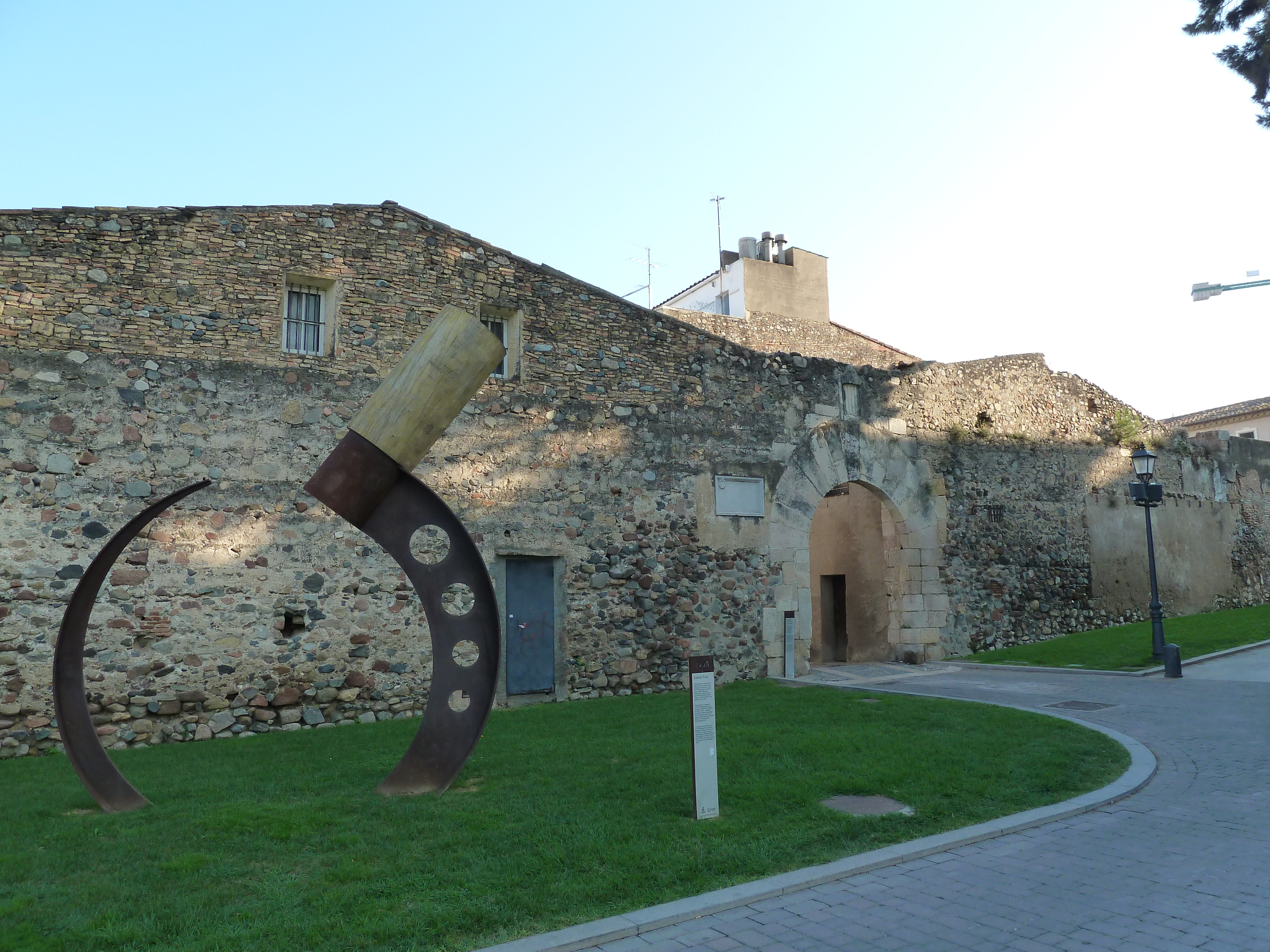
Vista del monument en memòria de la batalla i setge de Cambrils, així com de part de l'antiga Muralla de Cambrils.

El 1811 la ciutat va ser ocupada per tropes franceses al comandament de Pierre-Joseph Habert. El 1813 els francesos van ser derrotats per tropes angleses. El 1874 van entrar al poble les tropes carlistes que van incendiar el jutjat i l'ajuntament; a més, van cremar i van saquejar diverses cases i van assassinar tres liberals.
El 10 d'octubre de 1994 es va produir el que es coneix com l'aiguat del 10 d'octubre de 1994. Les intenses pluges van fer que es desbordés la riera d'Alforja al seu pas per Cambrils, esdeveniment conegut com a rierada de Cambrils del 1994.
El 22 d'octubre del 2019, 25 anys després de l'aiguat del 94, va tenir lloc un episodi de gota freda que va provocar destrosses al municipi. Les pluges torrencials, especialment intenses a la Conca de Barberà, les Garrigues i el Baix Camp, van estar a punt de desbordar les rieres de Maspujols i d'Alforja. L'aigua es va endur una passarel·la de vianants de la riera d'Alforja, bona part dels talussos de canalització, a més de provocar molts danys a diferents zones de platges, on el temporal va destrossar voreres, baranes, alguns fanals i les zones enjardinades.

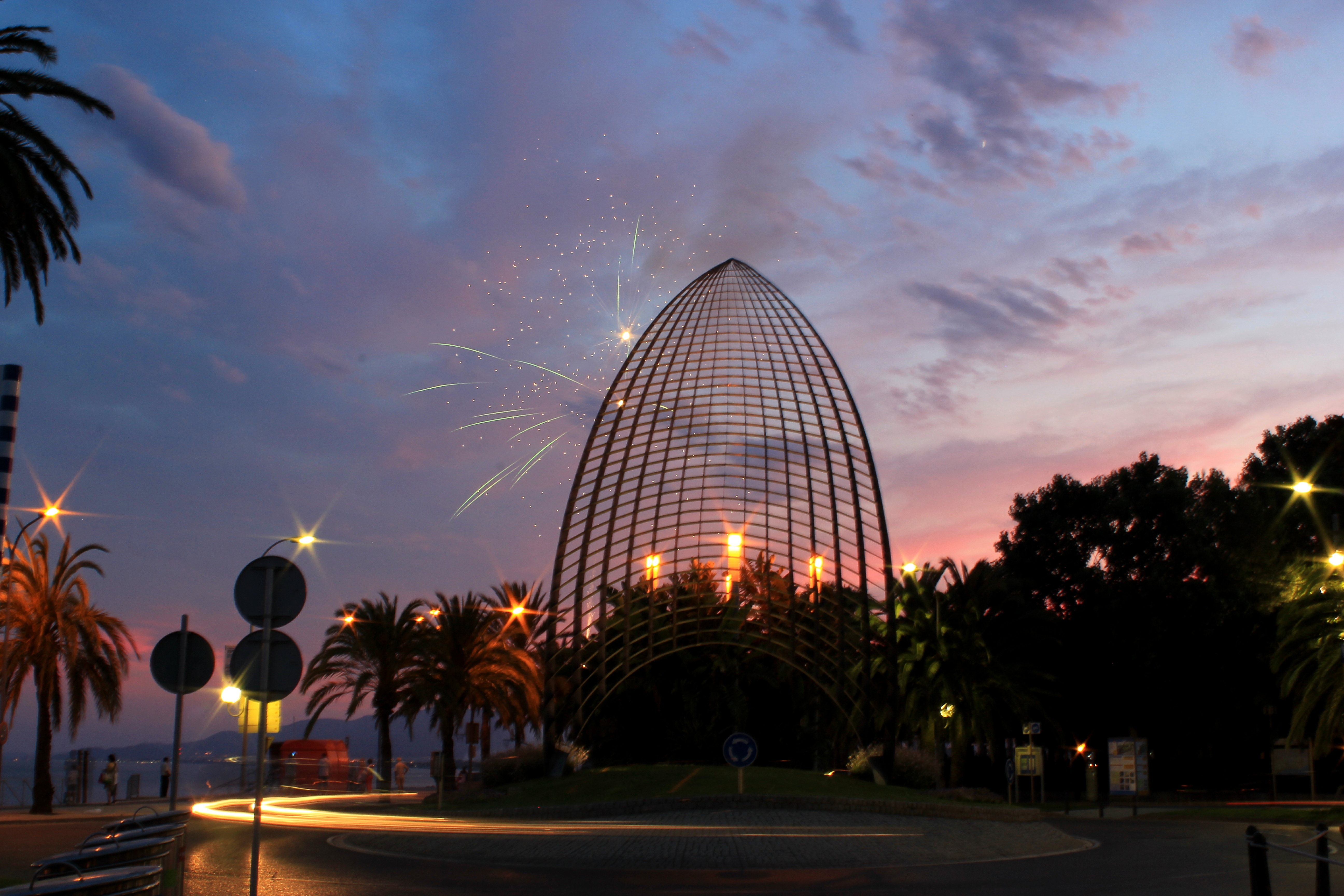
Port de Cambrils - conjunt escultòric el Monument Vela

## Cultura
En el terme municipal s'han trobat diverses restes arqueològiques del període Paleolític. També hi ha nombroses restes romanes, com ara mosaics o ceràmica. També s'han recuperat al mar àmfores d'aquest període.
De les antigues muralles es conserva la porta, que va ser restaurada el 1932 per Cèsar Martinell. També pot veure's una de les torres, coneguda com a Torre de la Presó, ja que va funcionar com a tal durant un temps. A la zona del port es troba una antiga torre de guaita construïda el 1664.

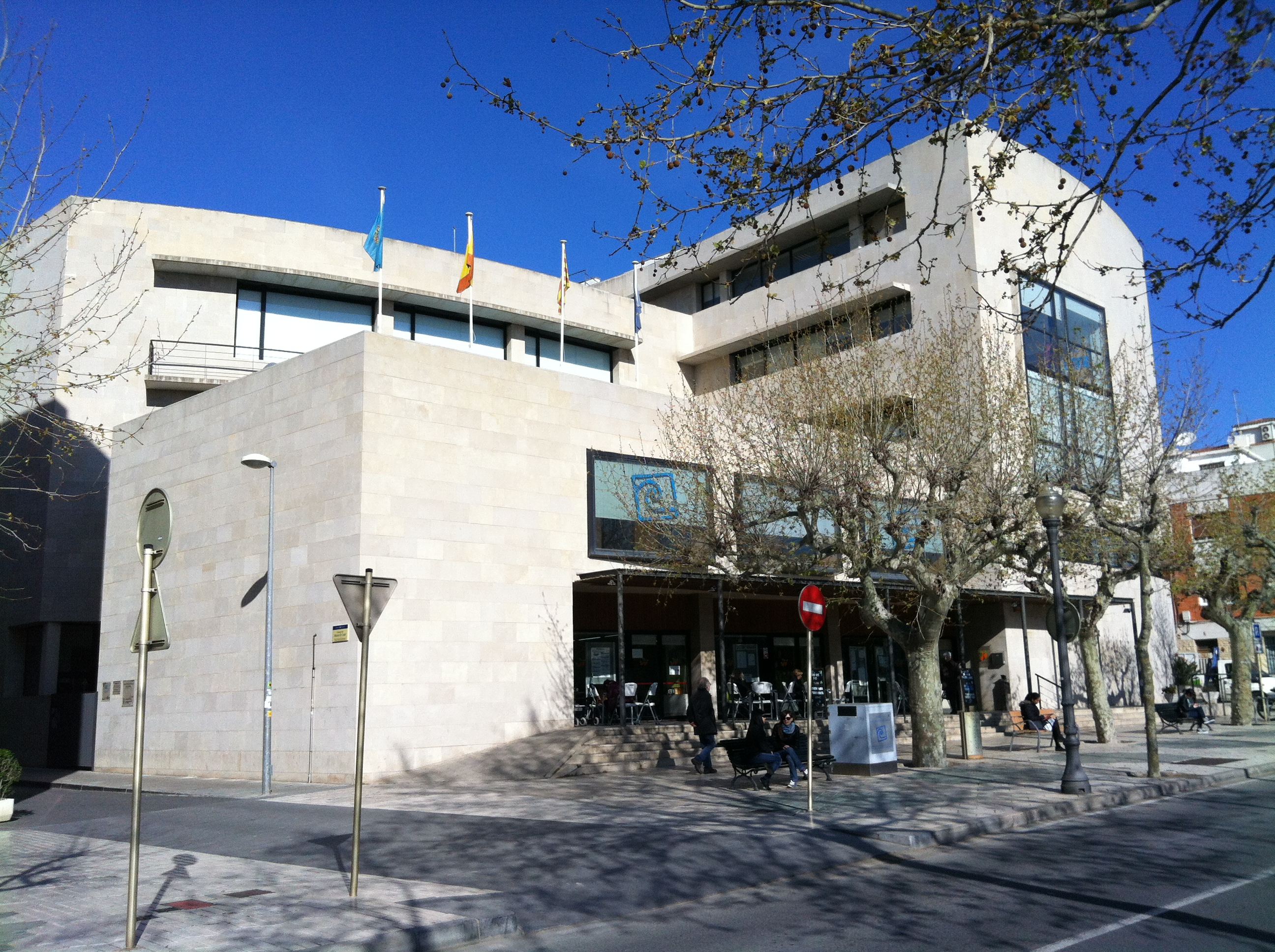
Biblioteca de Cambrils

L'església parroquial està dedicada a Santa Maria. Es va començar de construir-la el 1550, és de nau única i planta rectangular. El temple ha estat modificat en diverses ocasions. A l'interior es veneren les relíquies de sant Plàcid. L'ermita de la Mare de Déu del Camí va ser l'antiga església parroquial segons apareix en un document de 1154. L'edifici actual és de 1778 i es va construir amb pedres procedents de la pedrera de Montjuïc. Té tres naus i cripta; annexa hi ha una antiga torre de vigilància.
A l'agregat de Vilafortuny s'hi trobava l'església de Santa Maria, citada ja el 1194. L'església original va ser destruïda per atacs pirates el segle xv. L'arquebisbe Cervantes de Gaeta va autoritzar el 1575 la construcció d'un nou temple, el de Santa Maria del Mas d'en Bosch, que també va ser saquejat pels pirates el 1582 encara que no va ser destruït. Es tracta d'un edifici de petites dimensions amb un petit cementiri. També a Vilafortuny trobem el Castell de Vilafortuny.
Vora la riera de Riudecanyes trobem el Mas de l'Arany, construït el segle xvii sobre unes restes d'un altre mas del segle xv.

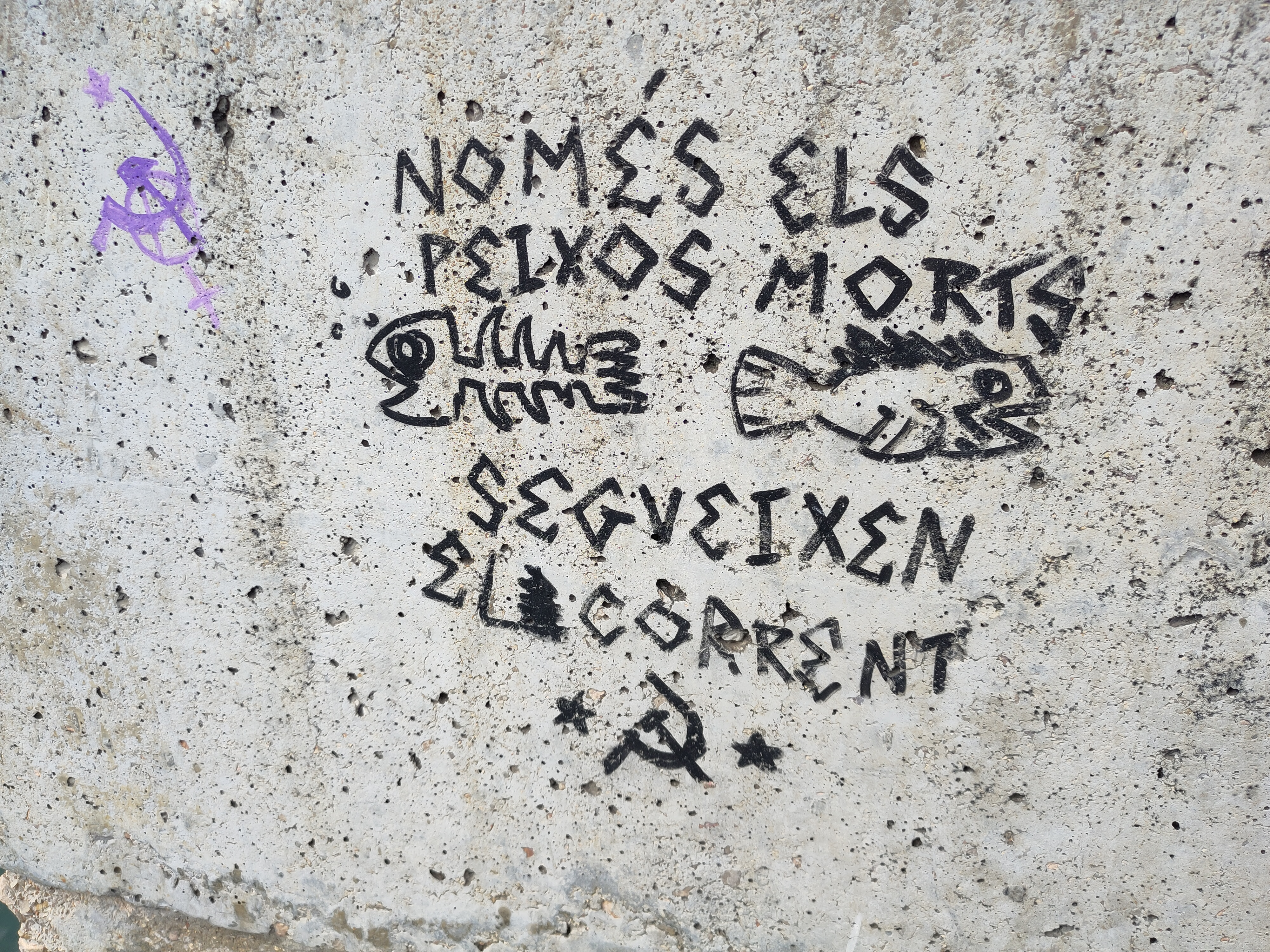
Pintada reivindicativa d'ideologia comunista.

Al llarg de l'any, Cambrils celebra tres festes majors: el mes de juny, el dia 29, la Festa Major de Sant Pere; el 8 de setembre se celebra la Festa Major de la Mare de Déu del Camí i a l'hivern se celebra la Festa Major de la Immaculada, el 8 de desembre.
Al municipi es troba el Museu d'Història de Cambrils i el Museu Agrícola de Cambrils.

## Museus
El Museu Molí de les Tres Eres és la seu principal del Museu d'Història i punt de partida de les rutes ecoturístiques locals. S'hi exposen les restes arqueològiques trobades al municipi, de les quals destaca el conjunt de bronzes de la vil·la romana de la Llosa. A més, també podreu descobrir-hi un molí fariner hidràulic que ha tornat a funcionar després d'haver estat un segle aturat.
El Museu Agrícola és un antic celler cooperatiu modernista dissenyat per l'arquitecte deixeble d'Antoni Gaudi, Bernardí Martorell. L'edifici va ser utilitzat per fer vi des de 1921 fins al 1994, quan s'iniciaren les obres de rehabilitació per fer-ne un museu. Aquest obrí les portes per presentar l'evolució de la pagesia a Cambrils, especialment en tot el procés d'obtenció de l'oli i del vi. També hi ha diverses exposicions temporals als antics cups del celler.

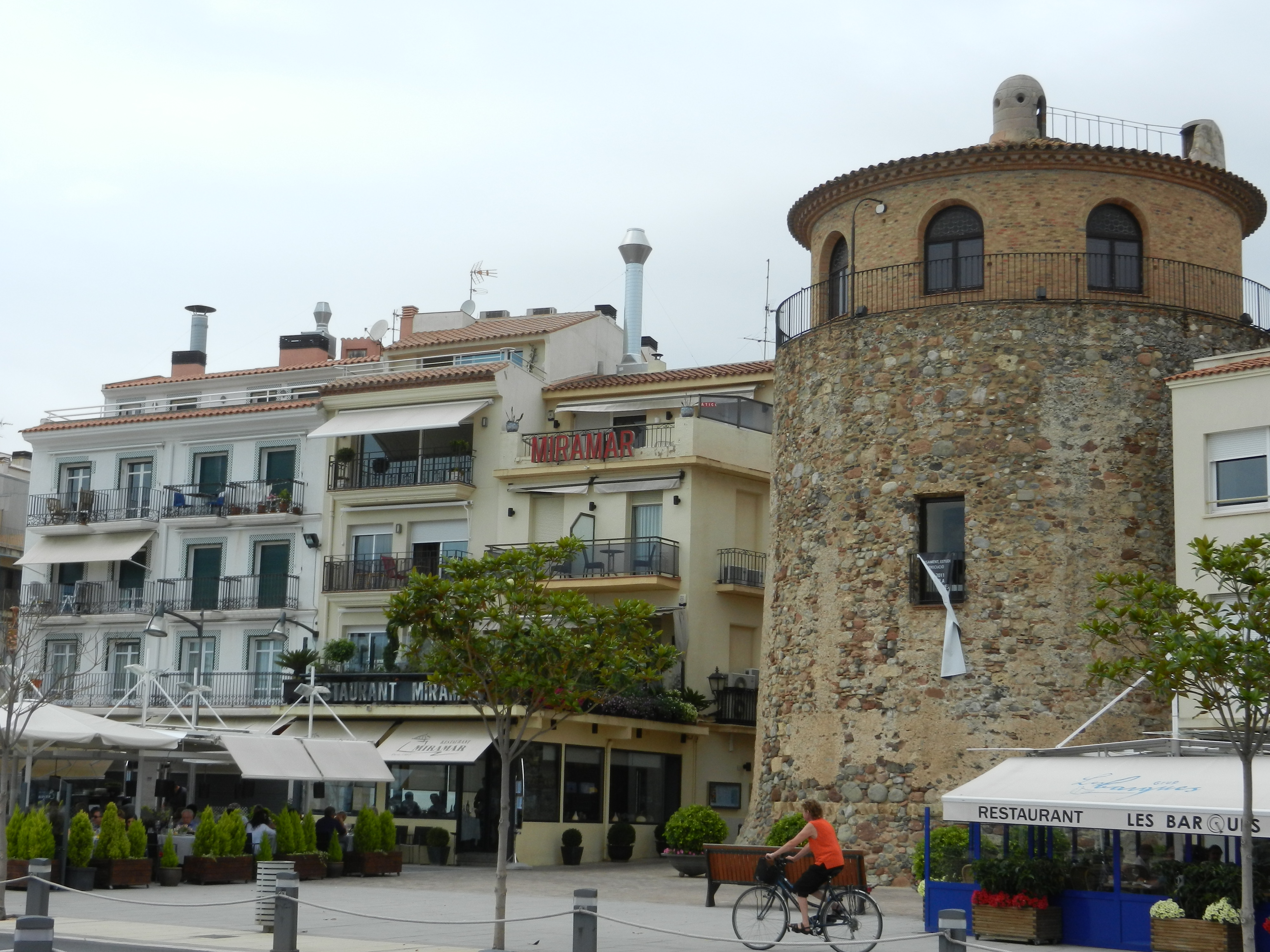
La Torre del Port de Cambrils

La Torre de l'Ermita és una torre militar medieval de guaita declarada Bé Cultural d'Interès Nacional pel bon estat de conservació i impressionant alçada. Situada dins el recinte del Santuari de la Mare de Déu del Camí, des del segle xiv va omplir la funció de vigilància de la costa i de l'antic Camí Ral de Barcelona a València, la via Augusta. S'hi han conservat la distribució interna amb escales de caragol i a les sales hi ha una mostra sobre Cambrils a l'Edat Mitjana.
La Torre del Port, al passeig Miramar del port de Cambrils, i el jaciment de la vil·la romana de la Llosa, al carrer de Josep Iglésias a la urbanització Albareda.

## Economia

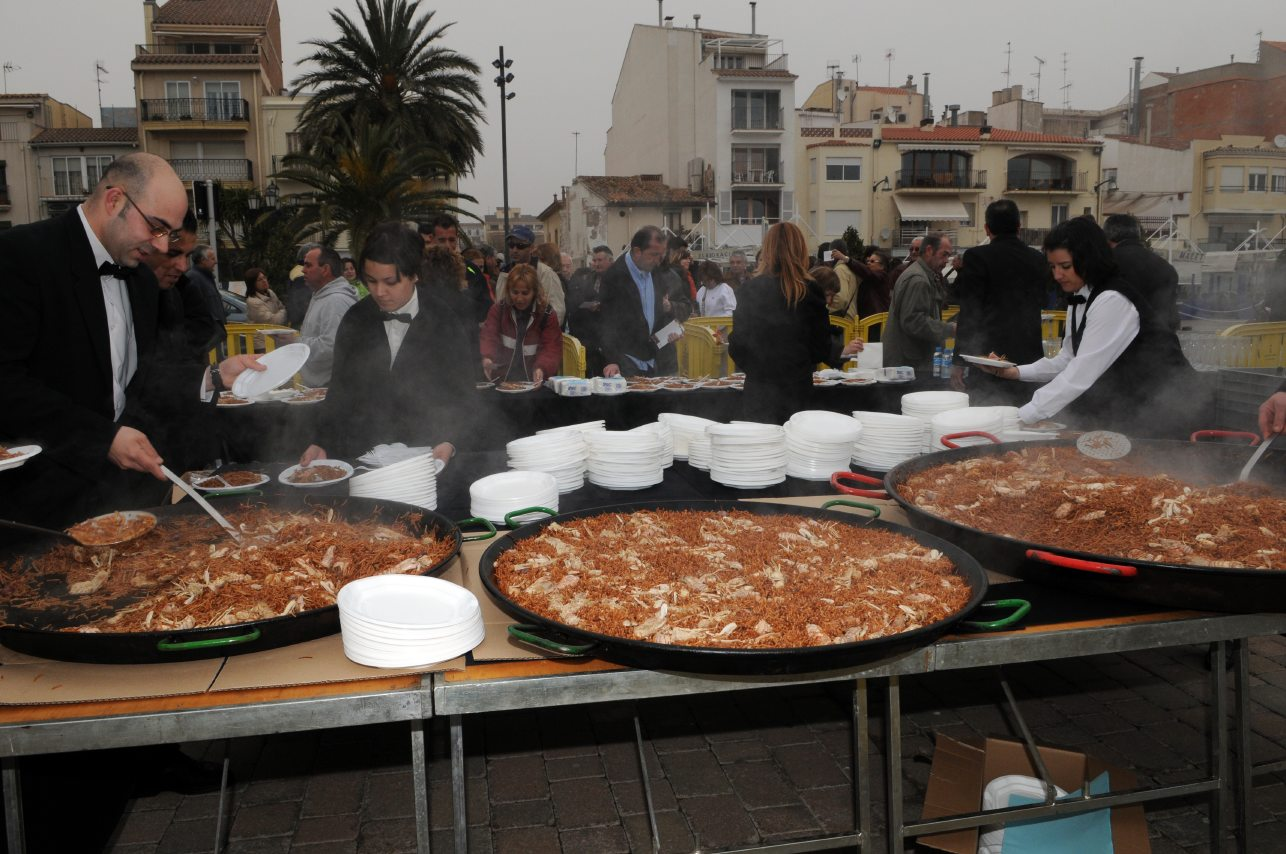
Cambrils capital gastronòmica: una Galerada

Durant molts anys les principals activitats econòmiques del municipi van ser la pesca i l'agricultura. Tanmateix, l'apogeu del turisme des de mitjans la dècada dels seixanta han convertit al sector serveis en la principal font d'ingressos de Cambrils. La conjuminació d'aquests dos sectors fa que Cambrils sigui una plaça reconeguda de gastronomia del peix i marisc.
Cambrils és considerada com la Capital Gastronòmica de la Costa Daurada. A més de seixanta restaurants, entre ells alguns de fama internacional i amb estelles Michelin, se li uneix una enorme varietat de bars, cafeteries, terrasses, gelateries, etc., que fan que una bona part del turisme sigui atret pels productes cambrilencs de primera qualitat, tant agrícoles com pesquers, com pel bon fer dels seus restauradors.
Al mercat ambulant dels dimecres, «el mercadet», hi ha aproximadament dos cents paradistes, i és un dels més visitats pels turistes. Cada dimecres, s'organitza al Passeig Albert a l'Avinguda Mil·lenari, al barri antic de la Vila.
La Cooperativa Agrícola de Cambrils fundada l'any 1902 continua sent el referent agrícola de la comarca en horta, fruita i l'excel·lent oli d'oliva DOP Siurana, que ha guanyat per dues vegades el Primer Premi en la categoria de fruitats al concurs anual que organitza el Ministeri d'Agricultura, Ramaderia i Pesca, va guanyar el premi al millor molí d'Espanya atorgat per AEMO (Asociación Española de Municipios Olivareros) l'any 2006. Actualment la producció arriba als 4.000 Tm d'olives i s'exporta a més de vint països. La propietat de la terra dedicada al cultiu, està ben repartida i en explotació directa, a excepció del Parc Samà. Hi ha un equilibri entre el secà i el regadiu.

## Fills il·lustres
- Andreu Foix (¿¿?? - Barcelona, 1723): ardiaca i canonge de la Catedral de Barcelona
- Joan Borràs i Grisola (1719 - ¿¿??): militar, eclesiàstic i escriptor.
- Antoni Gimbernat i Arbós (1734 - Madrid, 1816): cirurgià i anatomista.
- Francesc Vidal i Barraquer (1880 - Friburg, 1943): arquebisbe de Tarragona i cardenal.
- Salvador Gené i Torrents (1868 - Nova York 1956): religiós i missioner .
- Enric Olivé Martínez (1914 - Tarragona, 2004): alcalde de Tarragona.
- Josep-Lluís Carod-Rovira (1952): vicepresident del Govern.
- Ivan Cervantes Montero (1982): campió del món d'enduro.

## Demografia
| Entitat de població | Habitants (2024) |
| Cambrils            | 22.774           |
| Vilafortuny         | 6.618            |
| Mas d'en Bosc       | 2.872            |
| la Llosa            | 2.434            |
| l'Ardiaca           | 1.633            |
| Parc de Samà        | 355              |
| Font: Idescat       |                  |

El barri de La Llosa està situat a la part oest del municipi i envoltat de diverses urbanitzacions, com el Dorado, la Dorada, Horta de Santa Maria, etc.
| 1497 f | 1515 f | 1553 f | 1717 | 1787  | 1857  | 1877  | 1887  | 1900  | 1910  |
| ------ | ------ | ------ | ---- | ----- | ----- | ----- | ----- | ----- | ----- |
| 157    | 197    | 245    | 732  | 1.651 | 2.140 | 2.480 | 2.554 | 2.653 | 3.141 |

| 1920  | 1930  | 1940  | 1950  | 1960  | 1970  | 1981   | 1990   | 1992   | 1994   |
| ----- | ----- | ----- | ----- | ----- | ----- | ------ | ------ | ------ | ------ |
| 3.342 | 3.783 | 3.812 | 4.076 | 4.761 | 7.295 | 11.211 | 15.232 | 15.075 | 15.075 |

| 1996   | 1998   | 2000   | 2002   | 2004   | 2006   | 2008   | 2010   | 2012   | 2014   |
| ------ | ------ | ------ | ------ | ------ | ------ | ------ | ------ | ------ | ------ |
| 17.536 | 18.385 | 19.942 | 22.215 | 24.604 | 27.848 | 30.956 | 32.422 | 33.535 | 33.301 |

| 2016   | 2018   | 2020   | 2022   | 2024   | 2026 | 2028 | 2030 | 2032 | 2034 |
| ------ | ------ | ------ | ------ | ------ | ---- | ---- | ---- | ---- | ---- |
| 33.273 | 33.362 | 34.734 | 35.675 | 36.849 | -    | -    | -    | -    | -    |

## Eleccions municipals
Nombre de regidors per partit
| Junts | -      | -  | -  | -  | -  | -  | -      | -   | -      | -  | 3  | 3  |
| PSC | -      | 6  | 5  | 5  | 4  | 6  | 8      | 9   | 6      | 3  | 4  | 3  |
| PP | -      | 2  | 1  | 2  | 3  | 3  | 3      | 2   | 4      | 2  | 1  | 2  |
| ERC | 1      | 2  | 1  | 0  | 1  | 1  | 2      | 2   | 0      | 4  | 6  | 4  |
| ECP | -      | -  | -  | 1  | 1  | 1  | 2      | 1   | 0      | 1  | 0  | 1  |
| CUP | -      | -  | -  | -  | -  | -  | -      | -   | -      | -  | 0  | -  |
| VOX | -      | -  | -  | -  | -  | -  | -      | -   | -      | -  | -  | 2  |
| C's | -      | -  | -  | -  | -  | -  | -      | 0   | -      | 3  | 4  | 0  |
| CiU | 2      | 6  | 6  | 7  | 6  | 5  | 3      | 3   | 6      | 4  | -  | -  |
| PSUC | -      | 1  | -  | -  | -  | -  | -      | -   | -      | -  | -  | -  |
| UCD | 3      | -  | 1  | 0  | -  | -  | -      | -   | -      | -  | -  | -  |
| Altres | 8a; 3b | -  | 3a | 2c | 2c | 1d | 3e; 0d | 4f; | 3g; 2f | 4g | 3g | 6g |
| Total | 17     | 17 | 17 | 17 | 17 | 17 | 21     | 21  | 21     | 21 | 21 | 21 |
| a Candidatura Independent Cambrilenca; b AE d'esquerra; c Alternativa Cambrilenca Independent; d Alternativa Cambrilenca Independent - FIC; e Plataforma Independent Cambrilenca; f Plataforma Independent Cambrilenca - FIC; g Nou Moviment Ciutadà; |        |    |    |    |    |    |        |     |        |    |    |    |